# Vasili Timkovski
Vasili Fiodorovici Timkovski (în rusă Василий Фёдорович Тимковский; n. 1781 – d. 1832) a fost un om de stat rus și guvernator al Basarabiei între anii 1825 – 1828. A activat cu întreruperi în perioada guvernoratului, fiind înlocuit temporar de Vighel F. F., Arseniev N. V., Pizani A. N. și Firsov F. D.

## Scurtă biografie
În 1810, Timkovski a intrat în serviciul public, lucrând la Biroul Consiliului de Stat țarist.
Mai târziu, a servit în calitate de conducător al cancelariei de pe lângă guvernatorul Basarabiei; ulterior, a ocupat funcția de șef al ambelor camere ale Departamentului Asiatic din cadrul Ministerului imperial al Afacerilor Externe; și, încă mai târziu, a fost președinte al Comisiei transfrontaliere din Orenburg. La cererea comandantului suprem din Georgia, Aleksei Ermolov, a fost trimis în teritoriu pentru instrucțiuni speciale.
În 1825 a fost numit guvernator al regiunii Basarabia, rămânând în funcție până la 1828. A murit în 1832.

## Legături externe
- ru Василий Фёдорович Тимковский // Русский биографический словарь / Издательство Императорского Русского Исторического Общества. — Санкт-Петербург : тип. товарищества «Общественная польза», 1912. — Т. 20. — С. 520—521. — 600 с.

Russian content Articles Arhivat în 16 septembrie 2017, la Wayback Machine.